# Млинець (Люблінське воєводство)
Млинець (пол. Młyniec) — село в Польщі, у гміні Біла Підляська Більського повіту Люблінського воєводства.
Населення — 121 особа (2011).
У 1975-1998 роках село належало до Білопідляського воєводства.

## Демографія
Демографічна структура станом на 31 березня 2011 року:
|          | Загалом | Допрацездатний вік | Працездатний вік | Постпрацездатний вік |
| -------- | ------- | ------------------ | ---------------- | -------------------- |
| Чоловіки | 62      | 22                 | 34               | 6                    |
| Жінки    | 59      | 14                 | 30               | 15                   |
| Разом    | 121     | 36                 | 64               | 21                   |